# Spedizione di Palliser

Una sezione di una mappa generale delle rotte nel Nord America britannico esplorata dalla spedizione guidata dal capitano Palliser (1865)

La spedizione di Palliser, ufficialmente chiamata spedizione britannica all'esplorazione del Nord America, avvenne nell'odierno Canada occidentale dal 1857 al 1860. La spedizione era guidata dall'irlandese John Palliser, accompagnato da quattro uomini: James Hector, Eugène Bourgeau, Thomas Blakiston e John W. Sullivan. Con il sostegno del governo britannico e della Royal Geographical Society divenne una spedizione ufficiale a tutti gli effetti, con lo scopo dichiarato di raccogliere informazioni scientifiche sui paesaggi del Canada occidentale, in particolare il territorio di Rupert's Land, comprese informazioni sulla geografia, il clima, il suolo, la flora e la fauna, al fine di scoprirne le capacità per l'insediamento e i trasporti.
È stata la prima spedizione di natura scientifica nella regione tra il lago Superiore e i passi meridionali delle Montagne Rocciose Canadesi. La spedizione fornì una migliore comprensione della remota frontiera occidentale del Canada e le nuove osservazioni e conoscenze furono significative per l'espansione e lo sviluppo delle praterie occidentali da parte dei coloni europei. I rapporti della spedizione hanno avuto un impatto sui cambiamenti dell'economia, degli insediamenti, dei trasporti, delle comunità indigene e della campagna per l'espansionismo in Canada.